# Juan Alberto Fuentes
Juan Alberto Fuentes Knight (Montreal, Canadá 12 de febrero de 1952) es un economista, funcionario de organizaciones no gubernamentales, y político guatemalteco. Ha sido Ministro de Finanzas de Guatemala y presidente de la junta de Oxfam International, entre otras funciones desempeñadas.
Es fundador del partido Movimiento Semilla.

## Carrera
Fuentes es el hijo de Alberto Fuentes Mohr. Estudió economía en la Universidad McGill y en la Universidad de Toronto, y recibió su doctorado de la Universidad de Sussex.

## Trabajos
Ha ocupado cargos con las Naciones Unidas en Costa Rica, México, Chile y Guatemala. Fue el fundador y director del Instituto Centroamericano de Estudios Fiscales (ICEFI), el primer centro de estudios de su tipo en la región.
De 2008 a 2010, Fuentes fungió como Ministro de Finanzas en Guatemala. En este cargo, condujo las finanzas del país a través de la turbulenta Gran Recesión, implementando políticas contracíclicas para paliar el impacto de la desaceleración de la economía mundial. También creó un viceministerio dedicado a la transparencia en el uso de fondos públicos. Entre otras iniciativas, este nuevo viceministerio logró mejoras significativas en la posición de Guatemala en el ranking mundial de Transparencia Internacional, ya que el país subió doce puestos. Luego de su tiempo en el gobierno, Fuentes publicó un libro ampliamente leído—Rendición de cuentas— en el que detalló sus experiencias al mando del Ministerio de Finanzas.
Fuentes renunció como Ministro de Finanzas en 2010, citando anomalías en el uso de fondos públicos y la incapacidad de que se aprobara una reforma fiscal progresiva. Luego trabajó como Asesor Regional de la Comisión Económica Para América Latina y el Caribe de las Naciones Unidas (CEPAL) en la Ciudad de México. Continuó como Director de la División de Desarrollo Económico de la CEPAL en Santiago, Chile, donde coordinó investigaciones sobre los retos macroeconómicos y la reforma fiscal en América Latina y el Caribe. Después de dejar el cargo, dio cursos de economía en la Universidad Rafael Landívar en Guatemala, trabajó como consultor independiente sobre temas de integración económica y política económica, y participó en la organización de una nueva iniciativa política guatemalteca llamada Semilla.

## Procesos judiciales
El 13 de febrero de 2018, Fuentes fue detenido junto al resto de ministros del gabinete del expresidente Álvaro Colom como parte de la investigación de corrupción que se remonta a su tiempo en el gobierno. El proceso judicial continúa y Fuentes no ha sido condenado por ninguno de los cargos. Renunció el mismo día de la captura como presidente de la junta de Oxfam International. La directora ejecutiva de Oxfam, Winnie Byanyima, ofreció las siguientes declaraciones en relación con la renuncia de Fuentes: “Oxfam no conoce aún la naturaleza de los cargos formales, si alguno, en contra del Dr. Fuentes Knight. Sin embargo, Fuentes ha sido completamente abierto con la junta y los executivos de Oxfam al declarar que se encontraba entre funcionarios que estaban siendo investigados por una transacción presupuestaria realizada por el gobierno de Guatemala mientras él era ministro de finanzas. Nos ha asegurado que ha cooperado plenamente con la investigación, con la confianza de que no transgredió reglamentos o procesos.”